# Arzal
Arzal (Arzhal trong tiếng Bretagne) là một xã ở tỉnh Morbihan trong vùng Bretagne tây bắc Pháp. Xã này có diện tích 23,44 km², dân số năm 1999 là 917 người. Khu vực này có độ cao từ 0-62 mét trên mực nước biển.
Cư dân của Arzal danh xưng trong tiếng Pháp là Arzalais.